# Campeonato Argentino Juvenil M18 2022
El Campeonato Argentino Juvenil M18 de 2022 fue un torneo para los seleccionados juveniles de las uniones regionales afiliadas a la Unión Argentina de Rugby. Se disputó entre el 4 y 6 de marzo en Santa Fe, capital de la provincia homónima. La Unión Santafesina de Rugby fue elegida como anfitriona del torneo por cuarta temporada consecutiva, eligiendo como sedes al Santa Fe Rugby Club y al Club Universitario de Santa Fe.
Con el objetivo de transitar hacia la disputa del Campeonato Argentino Juvenil M17 en noviembre del mismo año, este torneo fue organizado bajo un formato reducido: no hubo ascenso y descenso; se disputaron tres partidos por equipo a eliminación directa; y se organizaron de acuerdo a las clasificaciones obtenidas en la temporada 2019. Se disputó solamente en la Zona Campeonato y Zona Ascenso, las cuales durante este torneo pasaron a llamarse Copa de Oro y Copa de Plata, respectivamente.
Los seleccionados Unión Cordobesa de Rugby y la Unión de Rugby de Buenos Aires se enfrentaron en la final por tercera temporada consecutiva, resultando victoriosos en esta ocasión el equipo cordobés al imponerse 6-3 en la final. Los Doguitos cortaron así una racha de 21 años sin títulos en la categoría, tras la obtención del Campeonato Argentino M18 2001. Este fue la séptima consagración para la Unión Cordobesa de Rugby contando todas las categorías juveniles, tras los títulos obtenidos en 1990, 1993, 1994, 2001, 2012 y 2014.

## Equipos participantes
Participaron de esta edición dieciséis equipos: ocho en la Copa de Oro (Zona Campeonato) y ocho en la Copa de Plata (Zona Ascenso).
| División                | Equipo              | Unión                                    |
| ----------------------- | ------------------- | ---------------------------------------- |
| Copa de Oro 8 equipos   | Buenos Aires        | Unión de Rugby de Buenos Aires           |
| Copa de Oro 8 equipos   | Córdoba             | Unión Cordobesa de Rugby                 |
| Copa de Oro 8 equipos   | Cuyo                | Unión de Rugby de Cuyo                   |
| Copa de Oro 8 equipos   | Rosario             | Unión de Rugby de Rosario                |
| Copa de Oro 8 equipos   | Salta               | Unión de Rugby de Salta                  |
| Copa de Oro 8 equipos   | Santa Fe            | Unión Santafesina de Rugby               |
| Copa de Oro 8 equipos   | Tucumán             | Unión de Rugby de Tucumán                |
| Copa de Oro 8 equipos   | Uruguay             | Unión de Rugby del Uruguay               |
| Copa de Plata 8 equipos | Andina              | Unión Andina de Rugby                    |
| Copa de Plata 8 equipos | Chubut              | Unión de Rugby del Valle del Chubut      |
| Copa de Plata 8 equipos | Entre Ríos          | Unión Entrerriana de Rugby               |
| Copa de Plata 8 equipos | Mar del Plata       | Unión de Rugby de Mar del Plata          |
| Copa de Plata 8 equipos | Nordeste            | Unión de Rugby del Nordeste              |
| Copa de Plata 8 equipos | Oeste               | Unión de Rugby del Oeste de Buenos Aires |
| Copa de Plata 8 equipos | San Juan            | Unión Sanjuanina de Rugby                |
| Copa de Plata 8 equipos | Santiago del Estero | Unión Santiagueña de Rugby               |

En cursiva los seleccionados internacionales invitados.

## Copa de Oro
|  | Cuartos de final | Cuartos de final | Cuartos de final |         |              | Semifinales  | Semifinales | Semifinales |  |              | Final        | Final      | Final      |  |
|  | 4 de marzo       | 4 de marzo       | 4 de marzo       |         |              | 4 de marzo   | 4 de marzo  | 4 de marzo  |  |              | 6 de marzo   | 6 de marzo | 6 de marzo |  |
|  |                  |                  |                  |         |              |              |             |             |  |              |              |            |            |  |
|  |                  |                  |                  |         |              |              |             |             |  |              |              |            |            |  |
|  | Buenos Aires     | Buenos Aires     | 15               |         |              |              |             |             |  |              |              |            |            |  |
|  | Buenos Aires     | Buenos Aires     | 15               |         |              |              |             |             |  |              |              |            |            |  |
|  | Uruguay          | Uruguay          | 5                |         |              |              |             |             |  |              |              |            |            |  |
|  | Uruguay          | Uruguay          | 5                |         | Buenos Aires | Buenos Aires | 8           |             |  |              |              |            |            |  |
|  |                  |                  |                  |         | Buenos Aires | Buenos Aires | 8           |             |  |              |              |            |            |  |
|  |                  |                  | Rosario          | Rosario | 3            |              |             |             |  |              |              |            |            |  |
|  | Rosario          | Rosario          | Rosario          | Rosario | 3            | 6            |             |             |  |              |              |            |            |  |
|  | Rosario          | Rosario          |                  |         |              |              |             |             |  |              |              |            |            |  |
|  | Salta            | Salta            | 3                |         |              |              |             |             |  |              |              |            |            |  |
|  | Salta            | Salta            | 3                |         |              |              |             |             |  | Buenos Aires | Buenos Aires | 3          |            |  |
|  |                  |                  |                  |         |              |              |             |             |  | Buenos Aires | Buenos Aires | 3          |            |  |
|  |                  |                  | Córdoba          | Córdoba | 6            |              |             |             |  |              |              |            |            |  |
|  | Córdoba          | Córdoba          | Córdoba          | Córdoba | 6            | 17           |             |             |  |              |              |            |            |  |
|  | Córdoba          | Córdoba          |                  |         |              |              |             |             |  |              |              |            |            |  |
|  | Santa Fe         | Santa Fe         | 7                |         |              |              |             |             |  |              |              |            |            |  |
|  | Santa Fe         | Santa Fe         | 7                |         | Córdoba      | Córdoba      | 12          |             |  |              |              |            |            |  |
|  |                  |                  |                  |         | Córdoba      | Córdoba      | 12          |             |  |              |              |            |            |  |
|  |                  |                  | Tucumán          | Tucumán | 7            |              |             |             |  |              |              |            |            |  |
|  | Cuyo             | Cuyo             | Tucumán          | Tucumán | 7            | 0            |             |             |  |              |              |            |            |  |
|  | Cuyo             | Cuyo             |                  |         |              |              |             |             |  |              |              |            |            |  |
|  | Tucumán          | Tucumán          | 3                |         |              |              |             |             |  |              |              |            |            |  |
|  | Tucumán          | Tucumán          | 3                |         |              |              |             |             |  |              |              |            |            |  |
|  |                  |                  |                  |         |              |              |             |             |  |              |              |            |            |  |

### Cuartos de final
| 4 de marzo | Buenos Aires | 15 - 5  | Uruguay | Santa Fe Rugby Club, Santa Fe |  |
|            |              | Reporte |         |                               |  |

| 4 de marzo | Rosario | 6 - 3   | Salta | Santa Fe Rugby Club, Santa Fe |  |
|            |         | Reporte |       |                               |  |

| 4 de marzo | Córdoba | 17 - 7  | Santa Fe | Santa Fe Rugby Club, Santa Fe |  |
|            |         | Reporte |          |                               |  |

| 4 de marzo | Cuyo | 0 - 3   | Tucumán | Santa Fe Rugby Club, Santa Fe |  |
|            |      | Reporte |         |                               |  |

### Semifinales
Semifinales 1.° al 4.° puesto
| 4 de marzo | Buenos Aires | 8 - 3   | Rosario | Santa Fe Rugby Club, Santa Fe |  |
|            |              | Reporte |         |                               |  |

| 4 de marzo | Córdoba | 12 - 7  | Tucumán | Santa Fe Rugby Club, Santa Fe |  |
|            |         | Reporte |         |                               |  |

Semifinales 5.° al 8.° puesto
| 4 de marzo | Uruguay | 0 - 5   | Salta | Santa Fe Rugby Club, Santa Fe |  |
|            |         | Reporte |       |                               |  |

| 4 de marzo | Santa Fe | 7 - 19  | Cuyo | Santa Fe Rugby Club, Santa Fe |  |
|            |          | Reporte |      |                               |  |

### Finales
Final
| 6 de marzo | Buenos Aires | 3 - 6   | Córdoba | Universitario (SF), Santa Fe |  |
|            |              | Reporte |         |                              |  |

Final 3.° puesto
| 6 de marzo | Rosario | 8 - 3   | Tucumán | Universitario (SF), Santa Fe |  |
|            |         | Reporte |         |                              |  |

Final 5.° puesto
| 6 de marzo | Salta | 0 - 6   | Cuyo | Universitario (SF), Santa Fe |  |
|            |       | Reporte |      |                              |  |

Final 7.° puesto
| 6 de marzo | Uruguay | 8 - 7   | Santa Fe | Universitario (SF), Santa Fe |  |
|            |         | Reporte |          |                              |  |

| Bandera de la Provincia de Córdoba |
| Córdoba Campeón Copa de Oro        |

## Copa de Plata
|  | Cuartos de final    | Cuartos de final    | Cuartos de final |          |               | Semifinales   | Semifinales | Semifinales |  |               | Final         | Final      | Final      |  |
|  | 4 de marzo          | 4 de marzo          | 4 de marzo       |          |               | 4 de marzo    | 4 de marzo  | 4 de marzo  |  |               | 6 de marzo    | 6 de marzo | 6 de marzo |  |
|  |                     |                     |                  |          |               |               |             |             |  |               |               |            |            |  |
|  |                     |                     |                  |          |               |               |             |             |  |               |               |            |            |  |
|  | Mar del Plata       | Mar del Plata       | 18               |          |               |               |             |             |  |               |               |            |            |  |
|  | Mar del Plata       | Mar del Plata       | 18               |          |               |               |             |             |  |               |               |            |            |  |
|  | Andina              | Andina              | 0                |          |               |               |             |             |  |               |               |            |            |  |
|  | Andina              | Andina              | 0                |          | Mar del Plata | Mar del Plata | 18          |             |  |               |               |            |            |  |
|  |                     |                     |                  |          | Mar del Plata | Mar del Plata | 18          |             |  |               |               |            |            |  |
|  |                     |                     | Nordeste         | Nordeste | 0             |               |             |             |  |               |               |            |            |  |
|  | Entre Ríos          | Entre Ríos          | Nordeste         | Nordeste | 0             | 0             |             |             |  |               |               |            |            |  |
|  | Entre Ríos          | Entre Ríos          |                  |          |               |               |             |             |  |               |               |            |            |  |
|  | Nordeste            | Nordeste            | 3                |          |               |               |             |             |  |               |               |            |            |  |
|  | Nordeste            | Nordeste            | 3                |          |               |               |             |             |  | Mar del Plata | Mar del Plata | 15         |            |  |
|  |                     |                     |                  |          |               |               |             |             |  | Mar del Plata | Mar del Plata | 15         |            |  |
|  |                     |                     | Oeste            | Oeste    | 3             |               |             |             |  |               |               |            |            |  |
|  | San Juan            | San Juan            | Oeste            | Oeste    | 3             | 7             |             |             |  |               |               |            |            |  |
|  | San Juan            | San Juan            |                  |          |               |               |             |             |  |               |               |            |            |  |
|  | Chubut              | Chubut              | 0                |          |               |               |             |             |  |               |               |            |            |  |
|  | Chubut              | Chubut              | 0                |          | San Juan      | San Juan      | 0           |             |  |               |               |            |            |  |
|  |                     |                     |                  |          | San Juan      | San Juan      | 0           |             |  |               |               |            |            |  |
|  |                     |                     | Oeste            | Oeste    | 7             |               |             |             |  |               |               |            |            |  |
|  | Santiago del Estero | Santiago del Estero | Oeste            | Oeste    | 7             | 0             |             |             |  |               |               |            |            |  |
|  | Santiago del Estero | Santiago del Estero |                  |          |               |               |             |             |  |               |               |            |            |  |
|  | Oeste               | Oeste               | 16               |          |               |               |             |             |  |               |               |            |            |  |
|  | Oeste               | Oeste               | 16               |          |               |               |             |             |  |               |               |            |            |  |
|  |                     |                     |                  |          |               |               |             |             |  |               |               |            |            |  |

### Cuartos de final
| 4 de marzo | Mar del Plata | 18 - 0  | Andina | Santa Fe Rugby Club, Santa Fe |  |
|            |               | Reporte |        |                               |  |

| 4 de marzo | Entre Ríos | 0 - 3   | Nordeste | Santa Fe Rugby Club, Santa Fe |  |
|            |            | Reporte |          |                               |  |

| 4 de marzo | San Juan | 7 - 0   | Chubut | Santa Fe Rugby Club, Santa Fe |  |
|            |          | Reporte |        |                               |  |

| 4 de marzo | Santiago del Estero | 0 - 16  | Oeste | Santa Fe Rugby Club, Santa Fe |  |
|            |                     | Reporte |       |                               |  |

### Semifinales
Semifinales 1.° al 4.° puesto
| 4 de marzo | Mar del Plata | 18 - 0  | Nordeste | Santa Fe Rugby Club, Santa Fe |  |
|            |               | Reporte |          |                               |  |

| 4 de marzo | San Juan | 0 - 7   | Oeste | Santa Fe Rugby Club, Santa Fe |  |
|            |          | Reporte |       |                               |  |

Semifinales 5.° al 8.° puesto
| 4 de marzo | Andina | 0 - 34  | Entre Ríos | Santa Fe Rugby Club, Santa Fe |  |
|            |        | Reporte |            |                               |  |

| 4 de marzo | Chubut | 0 - 10  | Santiago del Estero | Santa Fe Rugby Club, Santa Fe |  |
|            |        | Reporte |                     |                               |  |

### Finales
Final
| 6 de marzo | Mar del Plata | 15 - 3  | Oeste | Universitario (SF), Santa Fe |  |
|            |               | Reporte |       |                              |  |

Final 3.° puesto
| 6 de marzo | Nordeste | 15 - 7  | San Juan | Universitario (SF), Santa Fe |  |
|            |          | Reporte |          |                              |  |

Final 5.° puesto
| 6 de marzo | Entre Ríos | 28 - 0  | Santiago del Estero | Universitario (SF), Santa Fe |  |
|            |            | Reporte |                     |                              |  |

Final 7.° puesto
| 6 de marzo | Andina | 0 - 19  | Chubut | Universitario (SF), Santa Fe |  |
|            |        | Reporte |        |                              |  |

|                                     |
| Mar del Plata Campeón Copa de Plata |